# 李芙蓉
李芙蓉（1972年6月—），女，山东淄博人，山东省女子强制隔离戒毒所警察，中共十九大代表。

## 生平
李芙蓉是大学文化程度，中共党员。1991年7月参加工作，成为原山东省第一劳教所五大队工人。后历任原山东省第二女子劳教所（现为山东省第二女子强制隔离戒毒所）所政管理科办事员、科员，四大队副大队长、队长，三大队队长等职。2016年，任山东省女子强制隔离戒毒所医疗康复科科长。上任后她提出了“电子康复档案动态管理为主要内容的处方式康复训练模式”，一年来她所负责的戒毒人员发病率明显降低，诊断评估合格率提高20%。此外，为巩固戒治效果，李芙蓉还组织大队警察开展延伸教育戒治。
2017年6月，李芙蓉当选中共山东省第十一次代表大会代表、山东省出席中国共产党第十九次全国代表大会代表。2017年10月参加中共十九大。

## 奖项和荣誉
李芙蓉参加工作后先后被评为“淄博市司法行政系统优秀共产党员”、“全省劳教工作先进个人”、“山东省维护妇女儿童权益先进个人”、“全省劳教戒毒系统‘十佳大队长’”、“全国巾帼建功标兵”等称号，截至2017年三次立三等功。